# Sanak
Sanak je nenaseljena hrid u Viškom otočju. Smještena je jugoistočno od Visa, pored otočića Mali i Veliki Budikovac, te zajedno s njima tvori malu lagunu (vidi sliku).
Njena površina iznosi 1694 m2, a hrid se iz mora izdiže 1 metar.